# Phyllanthus mimosoides
Phyllanthus mimosoides là một loài thực vật có hoa trong họ Diệp hạ châu. Loài này được Sw. miêu tả khoa học đầu tiên năm 1788.